# 拉希尼亞河
45°38′N 15°18′E / 45.633°N 15.300°E

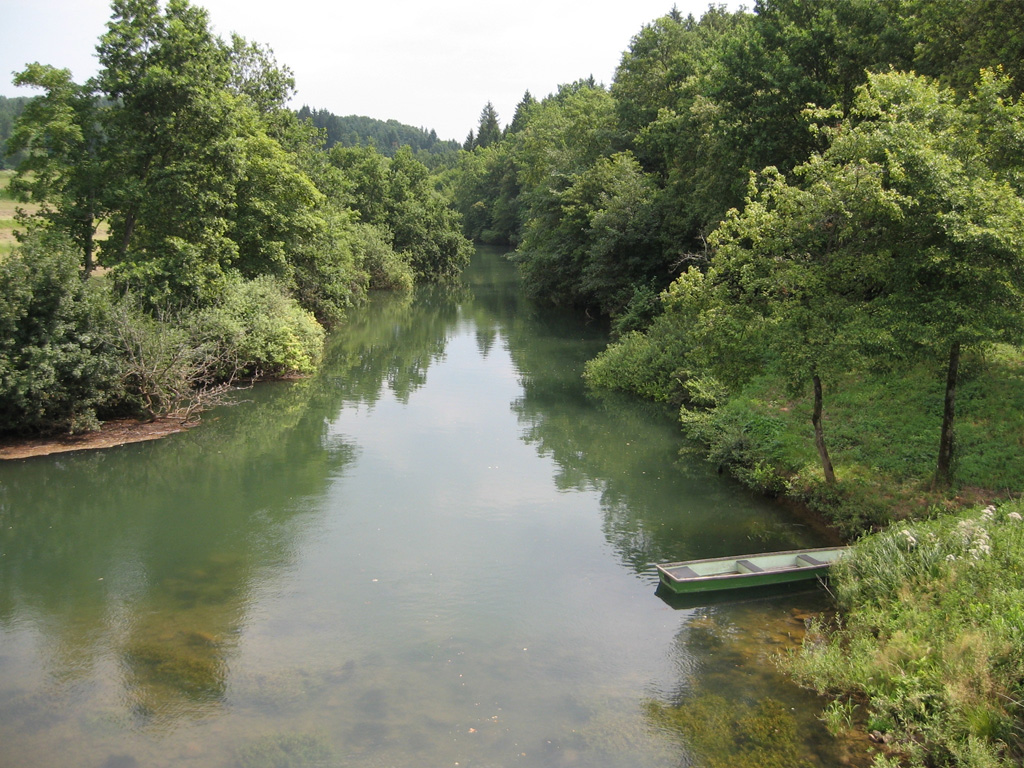

拉希尼亞河，是斯洛文尼亞的河流，位於該國東南部，是庫帕河的支流，屬於薩瓦河流域的一部分，河道全長33公里，河口處在普里莫斯泰克。